# Markoye (Burkina Faso)
Cet article concerne le village chef-lieu. Pour le département et la commune rurale, voir Markoye (département).
Markoye est un village du département et la commune rurale de Markoye, dont il est le chef-lieu, situé dans la province de l’Oudalan et la région du Sahel au Burkina Faso.

## Géographie

### Climat
Dans cette localité que le record de plus basse température a été battu le 23 décembre 1999. En effet, il est descendu jusqu'à 3 °C.

### Démographie
- En 2003, le village comptait 5 566 habitants estimés[2].
- En 2006, le village comptait 3 724 habitants recensés[1].

## Économie
Le village est équipé d'un forage d'eau, avec une pompe (2017).

## Transports
Le village est traversé par la route nationale 3.